# كريستين فرازير
كريستين فرازير (بالإنجليزية: Kristin Fraser)‏ هي راقصة على الجليد أمريكية، ولدت في 29 فبراير 1980 في بالو ألتو في الولايات المتحدة.

## وصلات خارجية
- كريستين فرازير على موقع الاتحاد الدولي للتزلج (الإنجليزية)
- كريستين فرازير على موقع أوليمبيديا (الإنجليزية)